# Samuel Kure
Samuel Kure (* 20. Dezember 1993 in Jaba) ist ein nigerianischer Leichtathlet, der sich auf den Speerwurf spezialisiert hat.

## Sportliche Laufbahn
Erste internationale Erfahrungen sammelte Samuel Kure im Jahr 2016, als er bei den Afrikameisterschaften in Durban mit einer Weite von 65,25 m den zehnten Platz belegte. 2018 startete er bei den Commonwealth Games im australischen Gold Coast und verpasste dort mit 73,49 m den Finaleinzug. Im August gewann er dann bei den Afrikameisterschaften in Asaba mit 75,69 m die Bronzemedaille hinter dem Kenianer Julius Yego und Phil-Mar van Rensburg aus Südafrika. Im Jahr darauf gelangte er bei den Afrikaspielen in Rabat mit 69,55 m auf Rang neun und 2022 wurde er bei den Afrikameisterschaften in Port Louis mit 67,04 m Achter. 2024 belegte er bei den Afrikaspielen in Accra mit 76,28 m den fünften Platz und im Juni gelangte er bei den Afrikameisterschaften in Douala mit 69,26 m ebenfalls auf Rang fünf.
In den Jahren 2016, 2017 und 2019 wurde Kure nigerianischer Meister im Speerwurf.